# Black Tiger (Computerspiel)
Black Tiger (OT: jap. ブラックドラゴン, Burakku Doragon) ist ein Computerspiel des Genres Hack and Slay. Es wurde 1987 von Capcom als Arcade-Spiel entwickelt. Später folgten Portierungen für andere Plattformen, unter anderem für den Commodore 64.
Ein barbarischer Held kämpft sich durch eine Vielzahl von feindlichen Levels. Im Spiel kann man sich in jede Richtung frei bewegen und in vielen Levels gibt es zahlreiche versteckte Belohnungen. In den verschiedenen Levels kommt man zu alten Männern, hier hat der Spieler die Möglichkeit, durch erworbene Münzen verbesserte Rüstungen, Waffen, Schlüssel, Anti-Vergiftungs-Tränke oder Lebensenergie zu kaufen.

## Portierungen
In Europa veröffentlichte 1989 U.S. Gold Black Tiger für den Amstrad CPC, Commodore Amiga, Atari ST und ZX Spectrum. Eine Version für den Commodore 64 wurde 1990 veröffentlicht, diese wurde von Softworx entwickelt.
Weitere Portierungen gab es auf die PlayStation 2 und Xbox. Die Arcade-Version von Black Tiger wurde 2007 für Wii’s Virtual Console freigegeben.

## Rezeption
Die deutsche Power Play (Ausgabe 6/90) kritisierte die mangelnde Umsetzung: Die Umsetzung des gleichnamigen Capcom-Spielautomaten sieht auf dem C 64 nicht so hübsch aus wie bei Atari ST und Amiga. Das ruckfreie Scrolling ist dafür ein Fortschritt, was der Spielbarkeit zugute kommt. Säbelrasselnd hackt man sich durch mehrere Etagen Unterwelt, sammelt Kleingeld auf und kauft netten älteren Herren Extrawaffen ab. Black Tiger ist kein intellektueller Hochgenuß, der Jahre vorhält, aber ein kreuzbraves Actionspiel, das auf dem C64 ganz annehmbar geraten ist.